# Sfisef
Pour les articles homonymes, voir Mercier et Lacombe.
Sfisef également typographié Sfizef ou Sfissef est une commune de la wilaya de Sidi Bel Abbès en Algérie. Elle était nommée Mercier-Lacombe durant l'époque coloniale française.

## Géographie
Situé dans une cuvette à l'est du djebel Oulad-Slimane et au sud du djebel Guétarnia entre Sidi Bel Abbès et Mascara, à une altitude de 550 mètres.

### Situation
| Boudjebaa El Bordj | Sig; Boudjebaa El Bordj; Aïn Adden | Bou Hanifia (Mascara) |
| Zerouala           | Sfisef                             | Aïn Fras (Mascara)    |
| Mostefa Ben Brahim | M'Cid                              | Aïn Fras (Mascara)    |

Les lieux-dits, hameaux et quartiers de Sfisef sont : le bourg de Sfisef, Beni Talla, Belbouche, Guelamine et Ouled Yagoub.

## Histoire

### Époque coloniale française
Pendant la période coloniale, en 1874, sur l'emplacement du village traditionnel de Sfisef, fut fondé en 1872 un village, chef-lieu de commune, qui reçut le nom de Mercier-Lacombe en l’honneur d'un ancien administrateur civil de l'Algérie, Gustave Mercier-Lacombe. Spécialisé dans la viticulture (3800 ha de vigne en 1956), Mercier-Lacombe connut, en 1937, l'une des plus importantes manifestations d'ouvriers agricoles revendiquant l'égalité salariale. Le village vit aussi s'implanter, en 1953, l'unique sucrerie d'Afrique du Nord, à la suite de la grande pénurie de sucre qui affecta l'Algérie pendant la Seconde Guerre mondiale. Sifisef a payé un grand tribut à « la mère patrie » lors de la Première et la Seconde Guerre mondiale, ainsi que pendant la guerre d'Indochine. Beaucoup de ses enfants ont émigré pour travailler en France dans l'agriculture (notamment betterave et petits pois) et dans l'industrie automobile (Renault). Trois villes françaises ont accueilli les émigrés de Sfisef : Creil, Péronne et Brie-Comte-Robert. Dans la commune de Sfisef se trouve un ancien cimetière romain et des tombes berbères. Sisef comprend plusieurs douars dont le plus important est celui de Souabria sur le flanc de la colline qui domine Sfisef et qui servit de point d'appui logistique et de renseignement durant la guerre d'Algérie.

### Époque de l'Algérie indépendante
À l'indépendance  de l'Algérie, la commune reprend le nom ancien de Sfisef.
Sfisef possède plusieurs écoles dont la plus importante est l'ex-école indigène de la gare.

#### Guerre civile algérienne
En 1997, entre la commune d'Aïn Adden et Sfisef, onze institutrices et un instituteur furent égorgés par un groupe armé . Sur les lieux mêmes de ce crime, une stèle a été érigée à leur mémoire.